# بردیلیس
بردیلیس یک پادشاه ایلیریایی و بنیانگذار اولین سلسله گواهی شده ایلیری بود. بردیلیس در طول سلطنت خود قصد داشت ایلیریا را به یک قدرت منطقه‌ای تبدیل کند. او بسیاری از قبایل ایلیری جنوبی را تحت قلمرو خود متحد کرد و چندین بار مقدونیه‌ای‌ها و مولسیان را شکست داد و سلطه خود را بر مقدونیه علیا از جمله لینکسیس گسترش داد و از طریق پادشاه دست نشانده بر مقدونیه حکومت کرد. قبل از ظهور مقدونیه، ایلیری‌ها قدرت غالب در منطقه بودند. بردیلیس همچنین حملاتی را علیه اپیروس رهبری کرد، اما سربازان او در نهایت از منطقه خارج شدند.